# Château de Soiron
Le château de Soiron est un château de Soiron, section de la commune belge de Pepinster, situé rue de Xhendelesse. Ce château Louis XV est classé monument historique.

## Historique
Dès le XIe siècle, il y aurait eu à Soiron une maison forte, qui était initialement une construction en bois. Au XIVe siècle, il est fait mention d'un château en pierre (chastael) à cet endroit. Ce château est négligé et en 1587 le propriétaire de l'époque, Christian de Woestenraedt, fait construire un nouveau château plus confortable : le château de Sclassin. Cependant, une partie du château d'origine reste habitable malgré les dommages subis lors du tremblement de terre de 1692 . 
De 1723 à 1749, un nouveau château est construit un peu au nord du château d'origine par Nicolas-Ignace de Woelmont et son épouse Angélique d'Argenteau . Leurs armoiries figurent sur le fronton triangulaire au-dessus de la façade principale, conçue dans le style Louis XV.
En 1857, Henri de Woelmont, alors propriétaire, fait combler les douves et retire le pont-levis. La famille est toujours propriétaire de ce château. Le château est entouré d'un jardin aménagé symétriquement.
L'ancien château a disparu. Des constructions plus récentes ont été érigées à sa place.